# Pritchardia tertialis
Pritchardia tertialis är en tvåvingeart som först beskrevs av Stanley Willard Bromley 1932.  Pritchardia tertialis ingår i släktet Pritchardia och familjen rovflugor. Inga underarter finns listade i Catalogue of Life.